# Liste des seigneurs de Mercœur
Liste des seigneurs de Mercœur.
Les premiers sires de Mercœur, étaient probablement apparentés à Ithier, comte d'Auvergne aux alentours de l'an 800 sous Charlemagne[réf. nécessaire].

## Liste des seigneurs

### Famille de Mercœur
La famille de Mercœur fut jusqu'au début du XIVe siècle l'une des plus puissantes d'Auvergne. Odilon, cinquième abbé de Cluny de 994 à 1049, est l'un de ses membres les plus connus.
Les armes de la maison de Mercœur sont : De gueules à trois fasces de vair.

Armoiries des dauphins d'Auvergne sire de Mercœur

???-895 : Ithier Ier († 895), seigneur de Mercœur (à distinguer du château de Mercœur à St-Privat, et de Mercœur)
marié à Blitgarde de Chapteuil
895-938 : Ithier II († 938), fils du précédent ou d'Odilon de Mercœur
marié à Arsinde d'Auvergne
938-980 : Béraud Ier (915 † 980/987), fils du précédent ; (→ son frère cadet Étienne est la souche des sires de Cha(p)denac, Issarlès et Géorand)
marié à Gerberge, † religieuse à Autun après 990 (Gerberge est un nom évoquant alors des familles liées aux Carolingiens)
980-av.990 : Guillaume Ier († av.990), fils du précédent ; (→ son frère aîné est Étienne Ier, † avant 1024 ; leur frère cadet semble être saint Odilon de Cluny, † 1048)
marié à Gerberge (?)
av.990-ap.1025 : Guillaume II († ap.1025), fils du précédent
ap.1025-???? : Béraud II, † 1050, fils ou cousin germain du précédent (dans ce cas, fils d’Étienne Ier et frère d'Étienne de Mercœur, évêque du Puy en 1031-1053) ; époux d'Auxilie
????-ap.1067 : Béraud III, fils du précédent (le site indexé Racines&Histoire donne une autre succession : Étienne II, fils de Béraud II, † avant 1073, dont les frères cadets sont Pierre de Mercœur, évêque du Puy en 1053-1073, et Itier de Mercœur, souche des sires de Bouzols — alors que Wikipédia fait de l'évêque Pierre un fils de Béraud III ; puis Étienne III, † 1100, fils d’Étienne II, père d'Odilon, † 1149, et d’Étienne abbé de La Chaise-Dieu en 1111-1146 ; enfin Béraud III, fils d'Odilon, † avant 1169 et donc assimilable à Béraud V ci-après).
ap.1067-ap.1083 : Béraud IV, fils du précédent
ap.1083-av.1169 : Béraud V, fils du précédent (alias Béraud III, fils d'Odilon et petit-fils d’Étienne III de Mercœur pour le site Racines&Histoire). Son frère est Étienne, prévôt du Puy puis évêque de Clermont en 1151-1169, et sa femme Judith, fille de Guillaume VIII l'Ancien comte d'Auvergne, † avant 1170
ap.1169-1183 ou 1200 : Béraud VI (ou IV), fils du précédent ; (→ son frère cadet Odilon est évêque du Puy en 1197/1198 ; leur sœur Judith, † 1208, épouse en 1190 Bertrand de La Tour)
marié à Assalide, fille de Guillaume VII le Jeune d'Auvergne (spolié du comté d'Auvergne par son oncle Guillaume VIII l'Ancien, et souche des Dauphins d'Auvergne) et de Marquise d'Albon
1183-1208 : Béraud VII (ou V), (1151 - 1208) fils du précédent et d'Assalide d'Auvergne ; (→ son frère cadet Aymeric est prieur de St-Flour et abbé de Mozat)
marié à Alix de Chamalières (et à Alix de Bourgogne, fille d'Hugues III, duc de Bourgogne ?)
1208-ap.1249 : Béraud VIII (ou VI), fils du précédent et d'Alix de Chamalières ; (→ son frère cadet Odilon est évêque de Mende en 1247-1274 ; leur sœur (ou nièce ?) Béatrix épouse en 1251 Armand VI de Polignac)
marié en 1238 à Béatrix (Agnès), fille d'Archambaud VIII de Bourbon (1210 - Dreux 1274)
ap.1249-1275 : Béraud IX (ou VII), fils du précédent et de Béatrix/Agnès de Bourbon ; (→ ses sœurs : Alixente/Alix/Alice de Mercœur (v. 1245 - 15 juillet 1286), qui épouse 1° 1256 Pons V de Montlaur (à Mayres et Coucouron), 2° 1268 Aymar III, 3° 1279 Robert III, dauphin d'Auvergne (v. 1255 - 19 janvier 1324 ; son quadrisaïeul était Guillaume VII le Jeune d'Auvergne ci-dessus) : d'où la succession de Mercœur à partir de 1321 ; Marie, x vers 1279 Jean Ier de Joigny († 1283 ; en 1321, leur fils Jean II Blondel revendique Mercœur) ; Isabelle (vers 1240-1285), x Jean III de Roucy-Pierrepont)
marié à Blanche, fille de Jean Ier de Chalon ou de Salins et Mahaut de Bourgogne
1275-1321 : Béraud X (ou VIII) (vers 1272-vers 1320/1321), fils du précédent et de Blanche de Chalon ; (→ sa sœur Alixende, † 1336, épouse son cousin Jean II Blondel de Joigny, † 1324)
fiancé en 1289 à Isabelle, fille de Louis de Savoie-Vaud, puis marié en 1290 à Isabelle, fille de Guigues VI de Forez : Sans postérité
1321-1352 : Jean Ier (1280 † 1352), dauphin d'Auvergne (Jean Ier), fils de Robert III, dauphin d'Auvergne (v. 1255 - 19 janvier 1324) et d'Hélissent/Alix(ente) de Mercœur ci-dessus
marié à Anne de Poitiers-Valentinois (v. 1289 - 17 août 1351)
1352-1356 : Béraud XI (ou IX) († 1356), dauphin d'Auvergne (Béraud Ier), fils des précédents
marié à Marie de La Vie de Villemur (sans doute la nièce du pape Jean XXII)
1356-1371 : Béraud II (ou X) († 1399), dauphin d'Auvergne (Béraud II), fils des précédents
marié à Jeanne de Forez, comtesse de Forez

### Maison de Bourbon
1371-1410 : Louis II de Bourbon (v. 1336 † 1410), duc de Bourbon
marié à Anne d'Auvergne (1358 † 1417), comtesse de Forez, fille des précédents
1410-1434 : Jean Ier de Bourbon (1381 † 1434), duc de Bourbon, fils des précédents
marié à Marie de Berry, duchesse d'Auvergne et comtesse de Montpensier, fille cadette de Jean de Berry et Jeanne d'Armagnac
1434-1486 : Louis Ier le Bon, fils des précédents
marié en premières noces en 1428 avec Jeanne († 1436 sans postérité), dauphine d'Auvergne et comtesse de Clermont
marié en secondes noces le 15 février 1442 avec Gabrielle de La Tour d'Auvergne († 1486)
1486-1496 : Gilbert (1443 † 1496), comte de Montpensier et dauphin d'Auvergne, fils du précédent et de Gabrielle de la Tour
marié à Claire Gonzague (1464 † 1503)
1496-1539 : Renée de Bourbon-Montpensier (1494 † 1539), fille des précédents, dame de Mercœur
mariée en 1515 à Antoine (1489 † 1544), duc de Lorraine

### Maison de Lorraine
1539-1545 : François Ier (1517 † 1545), duc de Lorraine, fils des précédents
marié en 1541 à Christine de Danemark
1545-1563 : Charles III (1543 † 1608), duc de Lorraine, fils des précédents
1563-1569 : Nicolas de Lorraine (1524 † 1577), oncle du précédent, fils d'Antoine et de Renée de Bourbon-Montpensier ci-dessus
La seigneurie est érigée en duché en 1569 au profit de Nicolas de Lorraine.

## Ducs de Mercœur

armoiries des ducs de Mercœur : de Lorraine au lambel d'azur.

### Maison de Lorraine (suite)
1569-1577 : Nicolas de Lorraine (1524 † 1577)
marié  en premières noces en 1549 à Marguerite d’Egmont (1517 † 1554)
marié en secondes noces en 1555 à Jeanne de Savoie-Nemours (1532 † 1568), fille de Philippe de Savoie, duc de Nemours et de Charlotte d'Orléans-Longueville
marié en troisièmes noces en 1569 à Catherine de Lorraine (1550 † 1606), fille de Claude II de Lorraine, duc d'Aumale, et de Louise de Brézé
1577-1602 : Philippe-Emmanuel de Lorraine (1558 † 1602), fils du précédent et de Jeanne de Savoie-Nemours
marié en 1576 à Marie de Luxembourg (1562  † 1623), duchesse de Penthièvre, fille de Sébastien de Luxembourg, duc de Penthièvre et prince de Martigues, et de Marie de Beaucaire
1602-1669 : Françoise de Lorraine (1592 † 1669), fille des précédents
mariée à César duc de Vendôme (1594 † 1665), fils naturel d'Henri IV et de Gabrielle d'Estrées (par ailleurs, Henri IV, via sa mère Jeanne d'Albret, avait pour arrière-grand-mère Louise de Savoie, dont la propre mère Marguerite de Bourbon était la petite-fille du duc Jean Ier de Bourbon ci-dessus et descendait donc des anciens sires de Mercœur)

### Ducs de Vendôme
1669-1669 : Louis II duc de Vendôme (1612 † 1669), fils des précédents
marié en 1651 à Laure Mancini, nièce de Mazarin
1669-1712 : Louis III Joseph, duc de Vendôme (1654 † 1712), fils des précédents
marié à Marie-Anne de Bourbon-Condé (1678-1718)
La dignité ducale s'éteint en 1712. Le duché[réf. nécessaire] est hérité[réf. nécessaire] par le prince de Conti. Le duché est recréé en 1723.

### Princes de Conti
1723-1727 : Louis Armand II de Bourbon, prince de Conti (neveu des précédents, car sa mère Marie-Thérèse de Bourbon-Condé était la sœur aînée de Marie-Anne de Condé) (et son fils cadet Louis-Armand de Bourbon ; 1720-1722) (la femme de Louis-Armand II, Louise-Élisabeth de Bourbon-Condé, était une petite-fille maternelle de Louis XIV, et donc une arrière-arrière-petite-fille d'Henri IV ci-dessus)
1727-1770 : Louis-François de Bourbon, prince de Conti, fils du précédent et de Louise-Élisabeth de Condé, grand-oncle de Louis-Philippe.
En 1770, le duché est acheté au prince de Conti par le roi Louis XV (arrière-petit-fils de Louis XIV), qui le donne en apanage à son dernier petit-fils, le comte d'Artois (voir ci-dessous).

### Maison royale
1770-1778 : Charles-Philippe, comte d'Artois (Charles X), prince apanagé.

### Possessions des Mercœur
- Ardes
- Mercœur
- Saugues
- Esplantas
- Blesle
- Le Malzieu